# Jess Draskau-Petersson
Jessica "Jess" Draskau-Petersson (født 8. september 1977 i Gentofte) er en dansk/britisk atlet og triatlet, der er medlem af Aarhus 1900. Hun deltog ved OL 2012 i maratonløbet, hvor hun opnåede en plads som nummer 40 blandt de 118 startende deltagere.

## Opvækst og karriere
Jess Draskau-Petersson er født i Danmark og boede i Charlottenlund de første 13 år af sit liv. Derefter flyttede familien til Isle of Man. Hun har boet i længere perioder i Tyskland, New Zealand og USA og bor nu i Colorado, men har dansk pas.
Jess Draskau-Petersson har stillet op for Storbritannien i triatlon og duatlon og var en kort overgang indehaver af den britiske rekord på en ironman. Hendes største merit er fire sølvmedaljer fra VM i duatlon på den lange distance (10 km løb – 150 km cykling – 30 km løb). Den sidste vandt hun i 2009 i Zofingen i Schweiz.
Jess Draskau-Petersson nåede en 22. plads ved London Marathon 2012, hvor hun med tiden 2:34:56 timer, en forbedring af hendes bedste personlige tid, der stammede fra Berlin Marathon 2005 og lød på 2:42:00, løb sig ind som den sjettehurtigste på alle tiders danske rangliste og samtidigt var under det danske OL-krav på 2:37:00 timer. På baggrund af det opnåede resultat i London valgte Dansk Atletik Forbund og DIF at indstille hende til OL-udtagelse, og hun blev udtaget 4. maj 2012.
Ved OL i London satte hun igen personlig rekord og kom i mål på en 40.-plads i tiden 2:31:43. Hendes personlige rekord er 2:30,07 fra Chicago Marathon 2015.
Jess Draskau-Petersson blev udnævnt til "Manx Sportswoman of the Year" (Årets idrætskvinde på Isle of Man) i 2003 og 2005.

## Resultater
- Guld Island Games 2001 10.000 meter
- Sølv 2004 VM i duatlon lang distance (Powerman Zofingen)
- Sølv 2005 VM i duatlon lang distance (Powerman Zofingen)
- Sølv 2006 VM i duatlon lang distance (Powerman Zofingen)
- Sølv 2009 VM i duatlon lang distance (Powerman Zofingen)
- Guld 2013 DM i halvmaraton. Århus[2]